# Баталинский Детский Санаторий
Баталинский Детский Санаторий — населённый пункт в Фировском районе Тверской области. Входит в состав Рождественского сельского поселения.
Находится в 13 километрах к северо-востоку от районного центра посёлка Фирово, на реке Граничная.
Населения по переписи 2010 года 49 жителей.